# Jack Taylor (futbolista nacido en 1998)
Jack Taylor (Hammersmith, 23 de junio de 1998) es un futbolista británico, nacionalizado irlandés, que juega en la demarcación de centrocampista para el Ipswich Town F. C. de la EFL Championship.

## Selección nacional
Tras jugar en las categorías inferiores de la selección, finalmente hizo su debut con la selección absoluta de Irlanda el 14 de octubre de 2024 en un partido de la Liga de Naciones de la UEFA 2024-25 contra Grecia que finalizó con un resultado de 2-0 a favor del combinado griego tras los goles de Tasos Bakasetas y Petros Mantalos.

## Clubes
| Club                                      | País       | Año       | Partidos | Goles |
| ----------------------------------------- | ---------- | --------- | -------- | ----- |
| Hampton & Richmond Borough F. C. (cedido) | Inglaterra | 2016      | 6        | 0     |
| Barnet F. C.                              | Inglaterra | 2016-2020 | 117      | 15    |
| Peterborough United F. C.                 | Inglaterra | 2020-2023 | 135      | 19    |
| Ipswich Town F. C.                        | Inglaterra | 2023-     | 75       | 7     |